# 정책
정책(政策)은 결정 사항을 안내하고 합리적인 결과를 수행할 수 있게 하는 원칙이나 규율을 가리킨다. 사전적 의미로는 정치나 정무를 시행하는 방침이다. 이 용어는 실제로 끝난 것을 가리키는 데에는 잘 쓰이지 않고, 절차나 의정서를 가리키는 것이 보통이다. 정책이 "무엇"과 "왜"를 포함하지만, 절차나 의정서는 "무엇", "어떻게", "어디서", "언제"를 포함한다.

## 종류
- 인적 자원 정책
- 개인 정보 정책 (프라이버시 정책)
- 공공 정책
  - 긴축 정책
  - 에너지 정책
  - 환경 정책
  - 외교 정책
  - 공영 정책
  - 거시경제 정책
  - 통화 정책
  - 과학기술 정책
  - 사회 정책
  - 도시 정책
  - 교육 정책
  - 산아제한 정책

## 같이 보기
- 청사진
- 패턴 언어
- 정책학
- 정치학
- 행정학
- 공중보건
- 반사회적 법률행위
- 공공 서비스
- 사회 계약
- 복지
- 사회사업
- 싱크탱크